# Martin Stopford

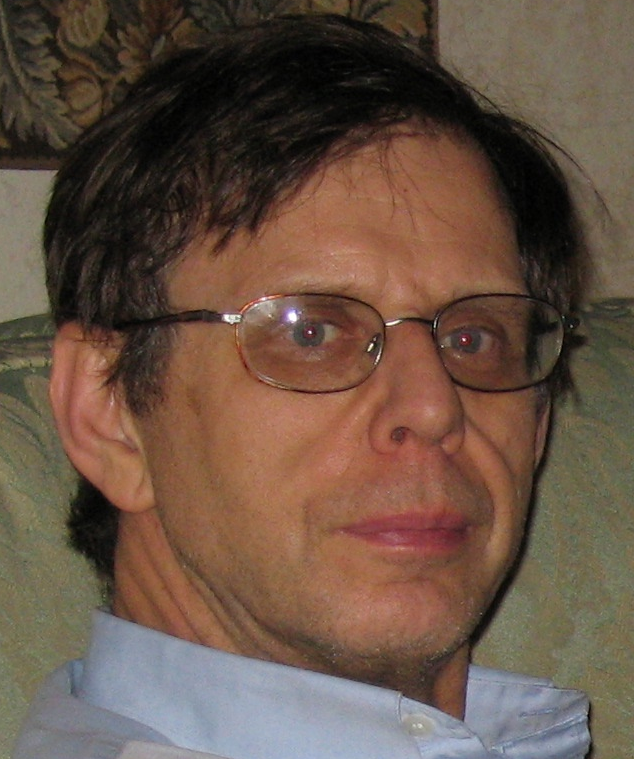
Martin Stopford, 2011

Martin Stopford (* 1947 in Bolton) ist ein britischer Wirtschaftswissenschaftler sowie Präsident des maritimen Dienstleistungsunternehmens Clarksons.

## Ausbildung und beruflicher Werdegang
Stopford absolvierte seine Schulzeit in Shrewsbury und Staffordshire und studierte später Politik, Philosophie und Wirtschaftswissenschaften in Oxford und London. Nach dem Abschluss seines Studiums folgte  im Jahr 1979 die Promotion im Fach Wirtschaft. Er arbeitete bereits ab Anfang der 1970er Jahre an der Herausgabe maritimer Studien und ab 1977 für das staatliche Schiffbauunternehmen British Shipbuilders Corporation. Nach einer zweijährigen Zeit bei der Chase Manhattan Bank trat Stopford 1990 bei Clarkson Research ein, in dessen Vorstand er 2004 aufrückte. Im März 2012 trat Stopford aus dem Vorstand aus, blieb aber Präsident und Berater von Clarkson Research.
Martin Stopford lehrt als regelmäßiger Dozent und Kursleiter an der Cambridge Academy of Transport und als Gastprofessor an der Cass Business School, der Dalian Maritime University, der Copenhagen Business School und der Newcastle University.
Neben zahlreichen Schriften und Vorträgen ist Stopford vor allem durch die Herausgabe des Werkes Maritime Economics bekannt. Das seit 1988 bereits in drei Auflagen erschienene Buch zählt zu den Standardwerken der maritimen Wirtschaft. Im Jahr 2005 wurde Stopford für Maritime Economics der Chojeong Book Prize verliehen. Die Southampton Solent University verlieh Stopford 2009 einen Ehrendoktortitel und die Zeitschrift Lloyds List würdigte ihn 2010 mit einem Preis für sein Lebenswerk. 2015 erhielt Stopford den Onassis-Preis.

## Privates
Martin Stopford hat zwei Kinder, Ben und Elizabeth. Er betreibt organische Landwirtschaft auf seinem Bauernhof in Staffordshire Moorlands.

## Publikationen (Auswahl)
- Maritime Economics. 3. Auflage. Routledge, London u. a. 2009, ISBN 978-0-415-27558-3.

- Außerdem verfasst Stopford regelmäßig Schriften und wissenschaftliche Beiträge zu maritimen Wirtschaftsthemen.[9]